# Pangatatán
Pangatatán es una pequeña isla situada en el mar de Joló. Forma parte del Archipiélago Cuyo, un grupo de cerca de 45 islas situadas al noreste de la isla  de Paragua, al sur de Mindoro y Panay.
Pangatatán depende administrativamente de Caponayán,  uno de los 17 barrios que forman el municipio de Cuyo perteneciente a la provincia de Paragua en Filipinas.
Este barrio comprende también las islas de Malcatop,  de Silat, de Quinimatín y de Quinimatín Chico.

## Geografía
Esta isla, la más meridional del archipiélago, se encuentra situada 15 km al suroeste de Bisucay y 3 km al sur de la isla de Caponayán. La isla más cercana es la de Malcatop, 1 km al norte. 
La zona horaria  es UTC/GMT+8.

## Demografía
El barrio  de Caponayán contaba  en mayo de 2010 con una población de 1.248  habitantes.